# 村瀨陸
村瀨 陸（むらせ りく、1990年 - ）は、日本の考古学者。
奈良市富雄丸山古墳にて国宝級の蛇行剣・鼉龍文盾形銅鏡の発掘を担当。

## 来歴
兵庫県西宮市生まれ。2014年関西大学文学部卒業。同年より奈良市教育委員会文化財課埋蔵文化財調査センター学芸員。
2022年、富雄丸山古墳の発掘調査で造り出しの埋葬施設から東アジア最大の蛇行剣、類例のない鼉龍文盾形銅鏡の発掘を担当。この年の正月に田原本町に所在する鏡作坐天照御魂神社に初詣に行った際、お守りを受けて大発見に繋がった 。
2022年、READYFORのクラウドファンディングで「古墳時代の大王が眠る！佐紀古墳群を航空レーザ測量し真相解明へ！」を行い、5,044,000円の資金調達に成功。2023年に調査を実施し、速報成果が公表された。ほかに、ウワナベ古墳、平城京跡、史跡大安寺旧境内の発掘を担当 。趣味は筋トレと三線。

## 研究
古墳時代の埴輪、銅鏡などが専門。